# 鹿毛誠一
鹿毛 誠一（かげ せいいち、1922年 - 1998年9月15日）は、日本の倫理学者。獨協大学名誉教授。

## 人物・来歴
福岡県生まれ。1942年旧制佐賀高等学校 (旧制)理科甲類卒業。1947年京都帝国大学文学部哲学科卒業、1962年同旧制大学院修了。1951年大阪市立東第二高等學校敎諭、1965年獨協大学教養部助教授、1968年教授、1993年定年退職、名誉教授。

## 著書
- 『教育と理解 近代の諸教育観』（晃洋書房） 1984.10
- 『知の文化と型の文化』（創文社） 1991.9
- 『型から見た日本の文化』（晃洋書房） 1995.11

### 共著
- 『生と理性』（南沢貞美, 宮下春三, 安本行雄共著、晃洋書房） 1973